# Боулдер-Джанкшен (Вісконсин)
Боулдер-Джанкшен (англ. Boulder Junction) — місто (англ. town) в США, в окрузі Вілас штату Вісконсин. Населення — 1057 осіб (2020).

## Демографія
Згідно з переписом 2010 року, у місті мешкали 933 особи в 441 домогосподарстві у складі 280 родин. Було 1398 помешкань
Расовий склад населення:
| - 97,7 % — білих - 1,1 % — корінних американців - 0,2 % — азіатів |

До двох чи більше рас належало 0,9 %. Частка іспаномовних становила 0,4 % від усіх жителів.
За віковим діапазоном населення розподілялося таким чином: 12,9 % — особи молодші 18 років, 54,0 % — особи у віці 18—64 років, 33,1 % — особи у віці 65 років та старші. Медіана віку мешканця становила 55,9 року. На 100 осіб жіночої статі у місті припадало 105,5 чоловіків;  на 100 жінок у віці від 18 років та старших — 105,3 чоловіків також старших 18 років.
Середній дохід на одне домашнє господарство  становив 72 871 долар США (медіана — 51 429), а середній дохід на одну сім'ю — 85 344 долари (медіана — 60 893). Медіана доходів становила 41 513 долари для чоловіків та 41 094 долари для жінок. За межею бідності перебувало 9,5 % осіб, у тому числі 18,2 % дітей у віці до 18 років та 4,0 % осіб у віці 65 років та старших.
Цивільне працевлаштоване населення становило 380 осіб. Основні галузі зайнятості: мистецтво, розваги та відпочинок — 27,6 %, роздрібна торгівля — 22,9 %, освіта, охорона здоров'я та соціальна допомога — 11,1 %, науковці, спеціалісти, менеджери — 8,4 %.